# Bruck-Waasen
Bruck-Waasen – dawna gmina w Austrii, w kraju związkowym Górna Austria, w powiecie Grieskirchen. Liczyła 2313 mieszkańców. 1 stycznia 2018 teren gminy został przyłączony do miasta Peuerbach.